# Bozóky János
Bozóki Bozóky János (Buda, 1838. május 5. – Nagykálló, 1872. november 25.) reáliskolai igazgató-tanár, író, színész.

## Családja
Bozóky Mihály maróti kántor unokája, Bozóky Mihály, a helytartótanács hivatalnokának fia és Bozóky Alajos akadémiai igazgatónak testvérbátyja.

## Élete
Alapfokú tanulmányainak egy részét Budán végezte. Atyja 1856-ban elhalálozván a fiú kis örökségével együtt Kalis Tivadar színészhez került, aki őt a színészetre és francia nyelvre tanította, mire egy ideig mint színész bejárta Csehországot és Morvaországot. Hazakerülvén 1859-ben a sümegi alreáliskolánál a magyar nyelv, földrajz és történelem helyettes tanára lett és megalapította a Sümegi Polgári Kört. Az 1860-as években az alsó és felső reáliskolára a modern nyelvekből és a földrajz- és történelmi szakcsoportból képesítést nyert. Ebben az időben a Vasárnapi Ujságban felhívta a magyar közönséget Virág Benedek elhagyatott sírjára a Krisztinavárosi temetőben, melyre ennek következtében az öreg Reseta János egyetemi tanár díszes emléket készíttetett. 1869-ben a nagykállói reáliskola szervezésével bízatván meg, ezen intézetnek igazgató-tanára volt. 1872 augusztusában a budapesti V. kerületi főreáliskolához tanárrá neveztetett ki; de mielőtt állását elfoglalhatta volna, fekete himlőben meghalt.
Számos cikket írt német nyelven a vegetarianizmusról, melynek egy ideig buzgó híve volt. Német versei közül több jelent meg és néhány magyar verse a Vasárnapi Ujságban látott napvilágot.

## Műve
- Koronázás-könyv. Pest, 1867.

Szerkesztette a nagy-kállói alreáliskola Értesítőjét 1871. és 1872-ben. Kéziratban német versei a család birtokában.